# Музей современного искусства Кастилии и Леона
Музей современного искусства Кастилии и Леона (исп. Museo de Arte Contemporáneo de Castilla y León, сокр. MUSAC) ― музей современного искусства в городе Леон, Испания.
По словам своего куратора Агустина Переса Рубио, музей представляет собой культурное учреждение, призвано стать «музеем современности» и, таким образом, служить местом, где могут быть представлены только произведения искусства последнего поколения художников, созданные с 1992 года. Музей современного искусства был открыт в апреле 2005 года, а в торжественной церемонии принял участие Фелипе, принц Астурийский (ныне король Испании Филипп VI). Музей завоевал признание со стороны международного художественного сообщества благодаря своей коллекции работ XXI века и предлагаемым им инновационным программам. Культурное учреждение было названо «одним из самых удивительно смелых музеев, которые поразили испанский культурный ландшафт за последние годы» (New York Times).
Музей современного искусства Кастилии и Леона также славится своей авангардной архитектурой. Учреждение было удостоено ряда наград, таких как премия Европейского Союза за современную архитектуру 2007 года (премия Мис ван дер Роэ). Разработанные архитектурной мастерской Луиса М. Мансиллы и Эмилио Туньона (Mansilla + Tuñón Arquitectos), разноцветные панели, украшающие экстерьер музея, напоминают витражи католического собора . Архитекторы черпали вдохновение для этой работы из главного розового окна (называемого «сокольничий») в местном готическом соборе XIII века Санта-Мария-де-Леон.
Музей современного искусства Кастилии и Леона быстро стал одной из важнейших достопримечательностей города Леон и символом новой испанской архитектуры XXI века. Проект здания музея был представлен на выставке 2006 года в Нью-Йоркском музее современного искусства (On-Site: New Architecture in Spain). Нью-Йоркские критик отметили, что MUSAC стал одним из архитектурных проектов, которые делают Испанию сегодня «международным центром дизайнерских инноваций и совершенства».
MUSAC управляется фондом «Fundación Siglo para las Artes de la Junta de Castilla y León» и является частью сети региональных музеев Кастилии и Леона.
В 2011 году по решению управляющего фонда было уволено шесть работников музея. Высший суд Кастилии и Леона впоследствии признал эти увольнения незаконными. В 2019 году MUSAC опубликовал двуязычный каталог Vostell. Vida=Arte=Vida с 39 орфографическими ошибками, ошибками в названиях и датах работ.

## Галерея

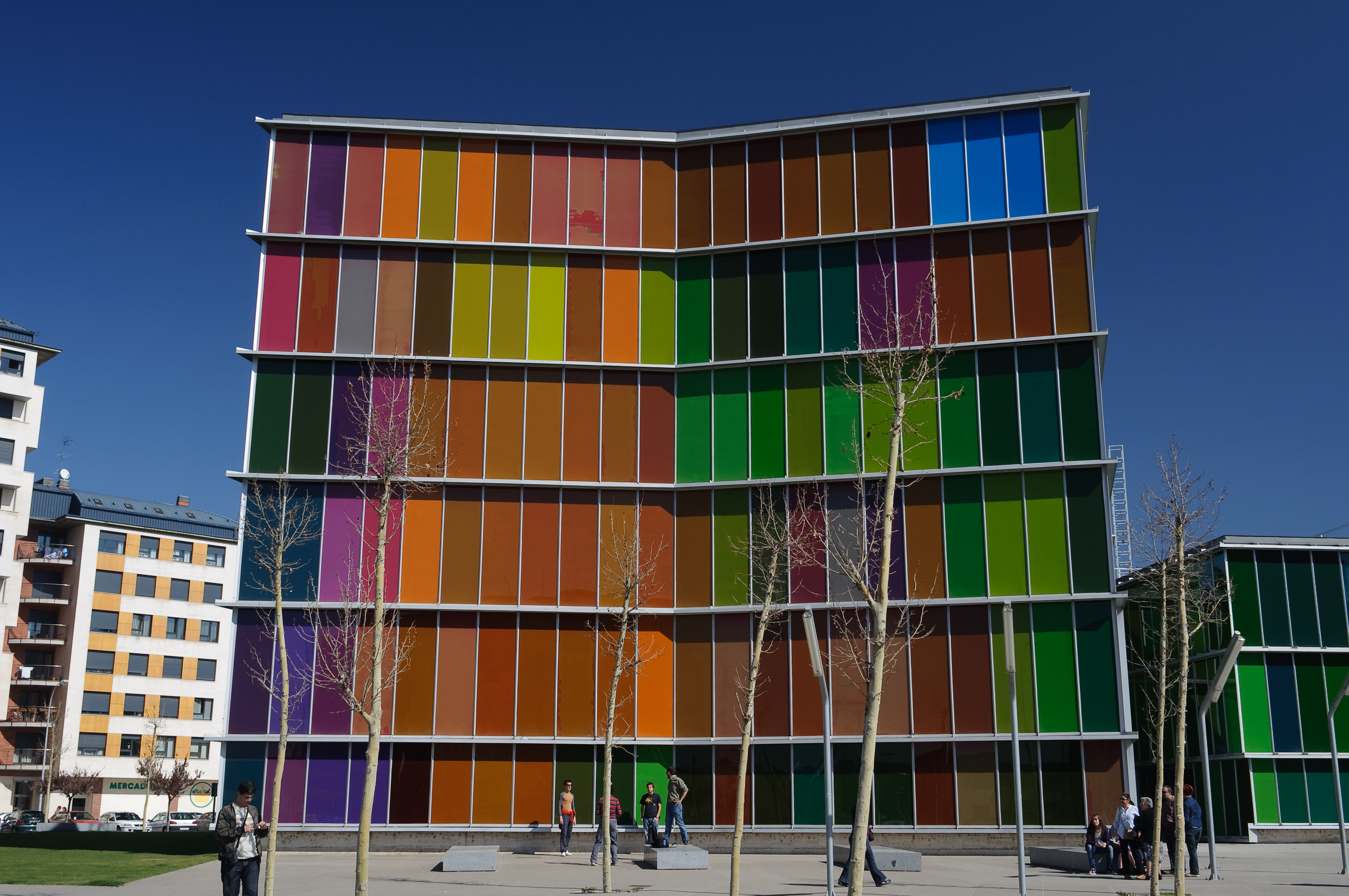
Фасад
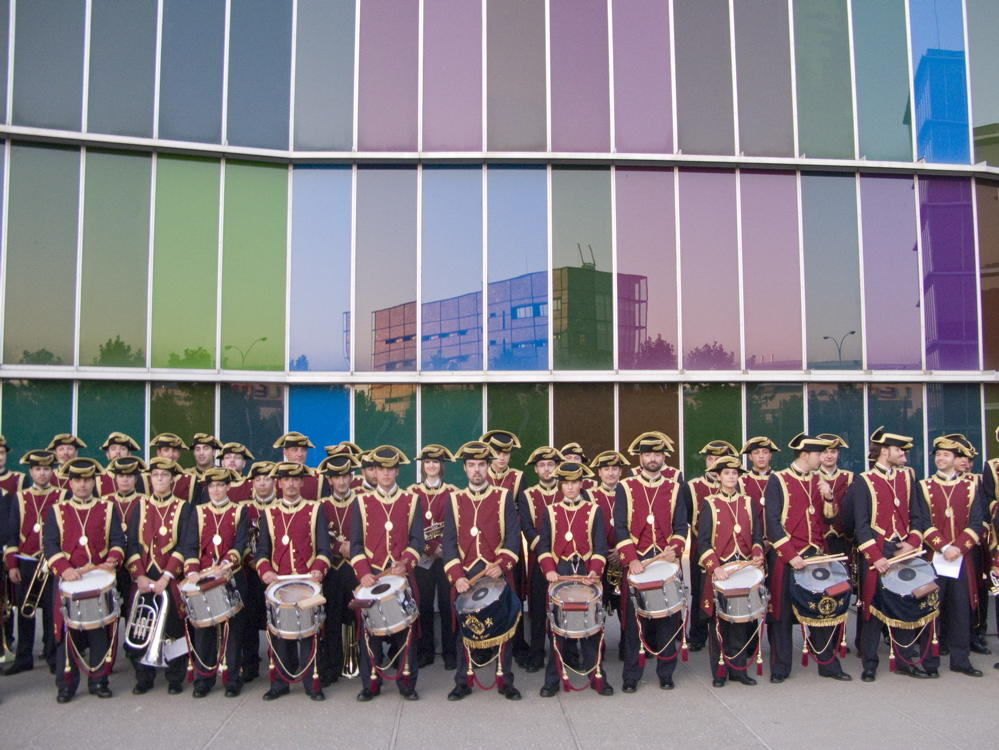
AMIKEJO в MUSAC
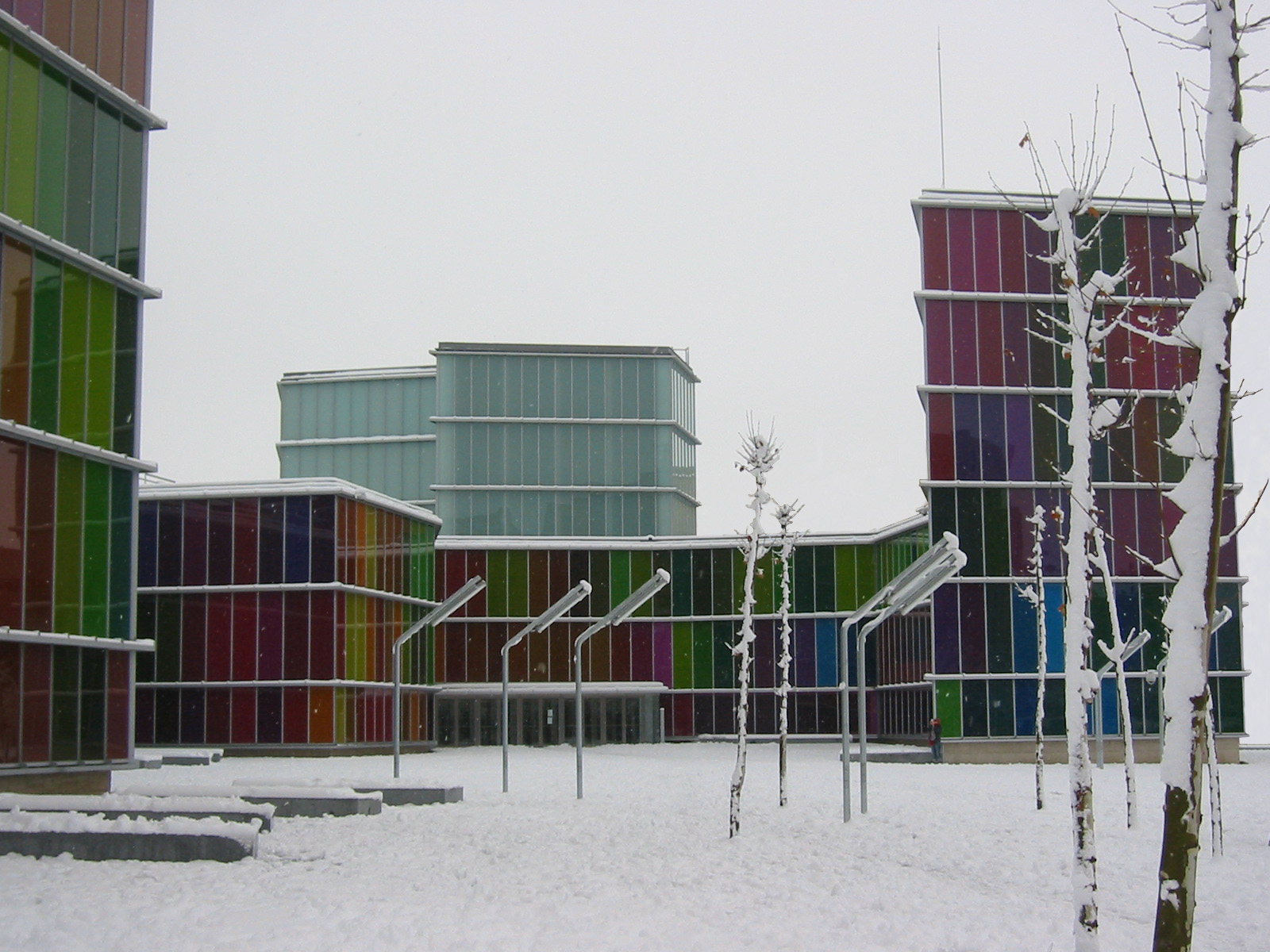
MUSAC зимой
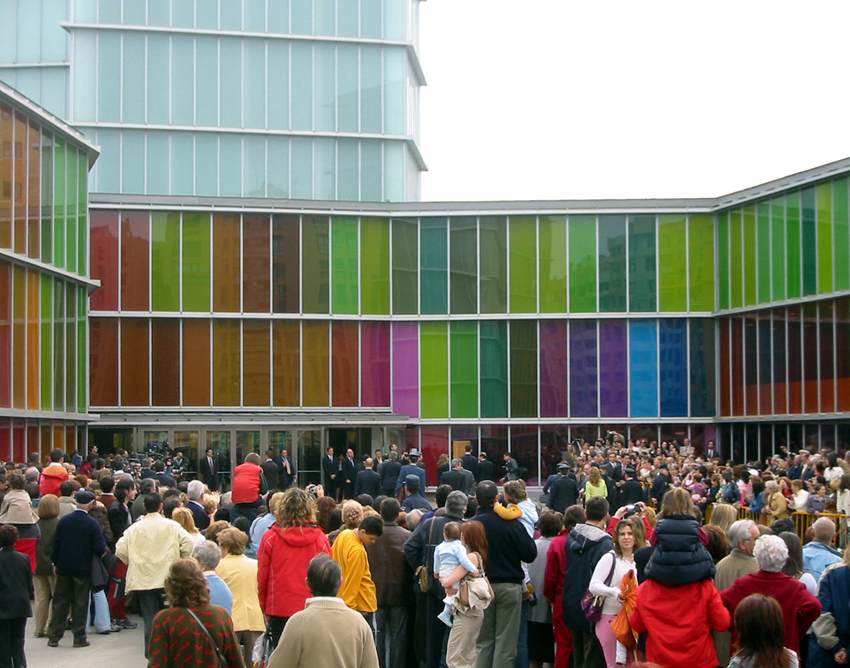
MUSAC в день открытия.
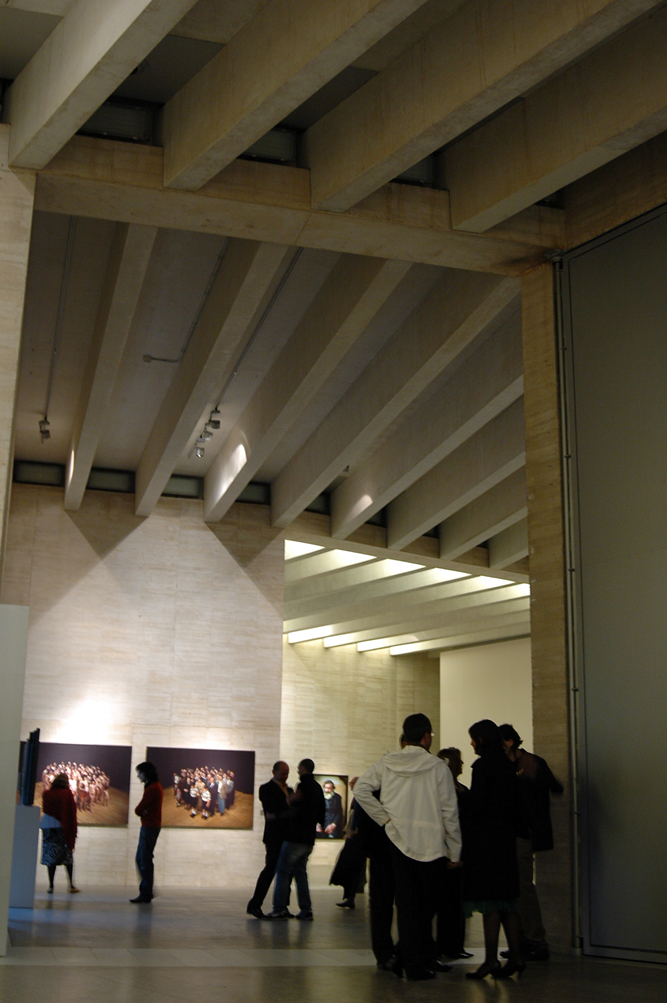
Внутри.
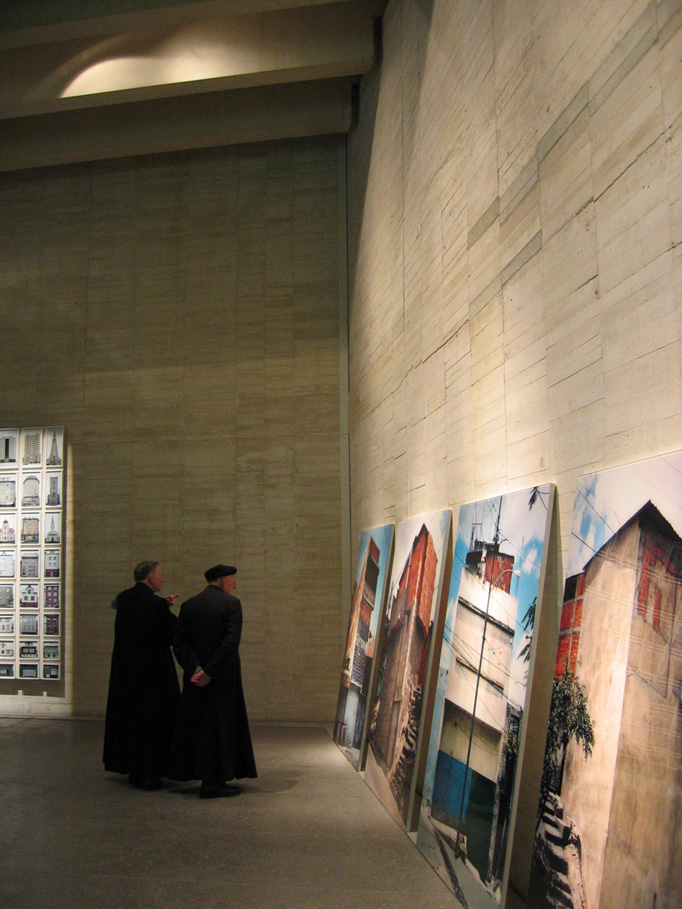
Внутри.